# Ameivula
Ameivula is een geslacht van hagedissen uit de familie tejuhagedissen (Teiidae).

## Naamgeving en indeling
De wetenschappelijke geslachtsnaam Ameivula is een samentrekking van Ameiva, een verwant geslacht van hagedissen, en het Latijnse suffix -ula, waarmee een verkleinwoord wordt gemaakt.
De wetenschappelijke naam van het geslacht werd in 2012 voorgesteld door Michael Brown Harvey, Gabriel N. Ugueto en Ronald L. Gutberlet. Er worden tien soorten in het geslacht geplaatst. Zes daarvan zijn tussen 2010 en 2014 beschreven, en worden in veel literatuur nog niet vermeld. In 2016 zijn vier soorten die door Harvey et al. nog aan dit geslacht werden toegewezen naar het geslacht Glaucomastix verplaatst op basis van nieuwe inzichten. Ook deze nieuwe indeling is nog niet overal overgenomen.

## Uiterlijke kenmerken
De verschillende soorten hebben een typisch hagedisachtige bouw en een staart die langer is dan het lichaam. Alle soorten hebben een bruine lichaamskleur met lichtere en donkere lengtestrepen met groen tot blauwe delen van het lichaam. Bij veel soorten zijn de flanken groenachtig. De buikzijde is lichter tot wit. De staart is nooit geheel groenblauw van kleur, zoals bij de verwante soorten uit het geslacht Glaucomastix het geval is.

## Voortplanting
De vrouwtjes zetten een enkel ei tot maximaal vijf eieren af per keer. Uit onderzoek blijkt dat de voortplantingscyclus afhankelijk is van het feit of het regenseizoen voorspelbaar is of niet. Als het regenseizoen ieder jaar op ongeveer hetzelfde tijdstip begint, zoals in de savanne-achtige streek Cerrado in Brazilië, zetten de vrouwtjes slechts een enkel ei af per seizoen. In de drogere steppeachtige streek Caatinga is het regenseizoen echter onvoorspelbaar en hier zetten de vrouwtjes gedurende het gehele seizoen eieren af.

## Verspreiding en habitat
De hagedissen komen voor in delen van Zuid-Amerika en leven in de landen Argentinië, Bolivia, Brazilië en Paraguay. Acht van de tien soorten komen endemisch voor in Brazilië. Het zijn bodembewoners die zich ophouden in de strooisellaag.

## Soortenlijst
| Naam                   | Auteur                                      | Verspreidingsgebied              |
| ---------------------- | ------------------------------------------- | -------------------------------- |
| Ameivula abalosi       | Cabrera, 2012                               | Argentinië, Paraguay             |
| Ameivula cipoensis     | Arias, Carvalho, Zaher & Rodrigues, 2014    | Brazilië (Minas Gerais)          |
| Ameivula confusioniba  | Arias, De Carvalho, Rodrigues & Zaher, 2011 | Brazilië (Piauí)                 |
| Ameivula jalapensis    | Colli, Giugliano, Mesquita & França, 2009   | Brazilië (Tocantins)             |
| Ameivula mumbuca       | Colli et al., 2003                          | Brazilië (Tocantins)             |
| Ameivula nativo        | Rocha, Bergallo & Peccinini-Seale, 1997     | Brazilië (Espírito Santo, Bahia) |
| Ameivula nigrigula     | Arias, De Carvalho, Rodrigues & Zaher, 2011 | Brazilië (Bahia)                 |
| Ameivula ocellifera    | Spix, 1825                                  | Argentinië, Bolivia, Brazilië    |
| Ameivula pyrrhogularis | Basto Da Silva & Ávila-Pires, 2013          | Brazilië (Piauí)                 |
| Ameivula xacriaba      | Arias et al., 2014                          | Brazilië (Minas Gerais)          |